# Commodore PET
PET (Personal Electronic Transactor) va ser una línia de microordinadors, concebuda per Chuck Peddle i introduït per la Commodore a partir del final de la dècada del 1970.
Encara que no va ser un gran èxit de vendes fora dels mercats educatius del Canadà, Estats Units i Regne Unit, va ser el primer ordinador totalment integrat produït per la Commodore i es constituiria en la base per al futur èxit de l'empresa.

## Especificacions tècniques

### PET 2001
| Parts          | Especificacions                                                                            | Especificacions |
| -------------- | ------------------------------------------------------------------------------------------ | --------------- |
| UCP            | MOS Technology 6502 a 1,00 MHz                                                             |                 |
| RAM            | 4-8 KiB— 48 KiB (màx.)                                                                     |                 |
| VRAM           | 1 KiB                                                                                      |                 |
| ROM            | 14 KiB                                                                                     |                 |
| Teclat         | «xiclet», 73 tecles                                                                        |                 |
| Monitor        | monocrom endollat (9"); mode text: 40 x 25 caràcters; mode gràfic: cap;                    |                 |
| So             | cap                                                                                        |                 |
| Ports          | port d'expansió, port de casset intern (rarament utilitzat), port IEEE 488, port paral·lel |                 |
| Emmagatzematge | casset (incorporat)                                                                        |                 |